# Oyoge! Taiyaki-kun
"Oyoge! Taiyaki-kun" (およげ!たいやきくん?) (traducido literalmente como "¡Nada, Taiyaki!" es una canción interpretada por el cantante japonés Masato Shimon, publicada por Canyon Records (actual Pony Canyon) el 25 de diciembre de 1975. En la cara B del sencillo se incluía "Ippon Demo Ninjin", del cantante japonés folk Kenichi Nagira. La compañía definió la canción como infantil, ya que se usó en el programa de televisión infantil japonés Hirake Ponkikki, En la lista semanal Oricon se convirtió en el primer sencillo de la historia en debutar en el número uno el 5 de enero de 1976, y se quedó en esa posición 11 semanas consecutivas. Superó las ventas de "Onna no Michi" y acabó vendiendo más de cuatro millones y medio de copias, convirtiéndose en la canción más vendida de todos los tiempos en Japón, un hito reflejado en el Libro Guinness de los récords. A pesar de este éxito, la compañía pagó a Shimon solo 50.000 yenes (unos 170 dólares al cambio de la época) como honorarios. El sencillo volvió a publicarse en un CD incluido con un DVD de anime de Pony Canyon en 2008.